# O-1 (潜水艦)
|          |                                                                    |
| 艦歴     |                                                                    |
| 発注     | 1916年3月3日                                                       |
| 起工     | 1917年3月26日                                                      |
| 進水     | 1918年7月9日                                                       |
| 就役     | 1918年11月5日                                                      |
| 退役     | 1931年6月11日                                                      |
| その後   | スクラップとして売却                                               |
| 除籍     | 1938年5月18日                                                      |
| 性能諸元 |                                                                    |
| 排水量   | 水上521トン、水中629トン                                           |
| 全長     | 172 ft 3 in (52.5 m)                                               |
| 全幅     | 18 ft (5.5 m)                                                      |
| 吃水     | 14 ft 6 in (4.4 m)                                                 |
| 機関     | ディーゼル・エレクトリック、2軸推進                                |
| 最大速   | 水上14ノット (26 km/h; 16 mph) 水中10.5ノット(19.4 km/h; 12.1 mph) |
| 乗員     | 士官2名、兵員27名                                                  |
| 兵装     | 3インチ砲1門 18インチ魚雷発射管4門                                 |

O-1 (USS O-1, SS-62) は、アメリカ海軍の潜水艦。O級潜水艦の1隻。

## 艦歴
O-1 は1917年3月26日にメイン州キタリーのポーツマス海軍造船所で起工した。1918年7月9日に進水し、1918年11月5日に艦長ノーマン・L・カーク少佐の指揮下就役する。
第一次世界大戦の休戦協定直前に就役した O-1 は、大戦後に大西洋沿岸をケープコッドからフロリダ州キーウェストまでの海域で活動した。1924年7月25日に二等潜水艦に分類され、1928年6月6日に一等潜水艦に再分類される。1930年12月28日に実験艦に改修され、コネチカット州ニューロンドンの潜水艦基地を拠点として、退役の1931年6月11日まで活動した。
O-1 は1938年5月18日に除籍され、スクラップとして売却された。